# Mellansluten bakre orundad vokal
Mellansluten bakre orundad vokal är en språkljud som i internationella fonetiska alfabetet skrivs med tecknet [ɤ]. 